# Gustave Doré
Paul Gustave Doré (Estrasburgo, 6 de janeiro de 1832 — Paris, 23 de janeiro de 1883) foi um pintor, desenhista e o mais produtivo e bem-sucedido ilustrador francês de livros de meados do século XIX. Seu estilo se caracteriza pela inclinação para a fantasia, mas também produziu trabalhos mais sóbrios, como os notáveis estudos sobre as áreas pobres de Londres, realizados entre 1869 e 1871.

## Vida e obra
Filho de um engenheiro, começou a desenhar já aos treze anos suas primeiras litogravuras e aos catorze publicou seu primeiro álbum, intitulado "Les travaux d'Hercule" (Os Trabalhos de Hércules). Aos quinze anos engajou-se como caricaturista do "Journal pour rire", de Charles Philipon. Em 1848 estreou no Salão com dois desenhos a pena.
Em 1849, com a morte do pai, passa a maior parte do tempo com a mãe. Já é reconhecido, apesar de contar apenas dezesseis anos.  Em 1851 realiza algumas esculturas com temas religiosos e colabora em diversas revistas como o "Journal pour tous".

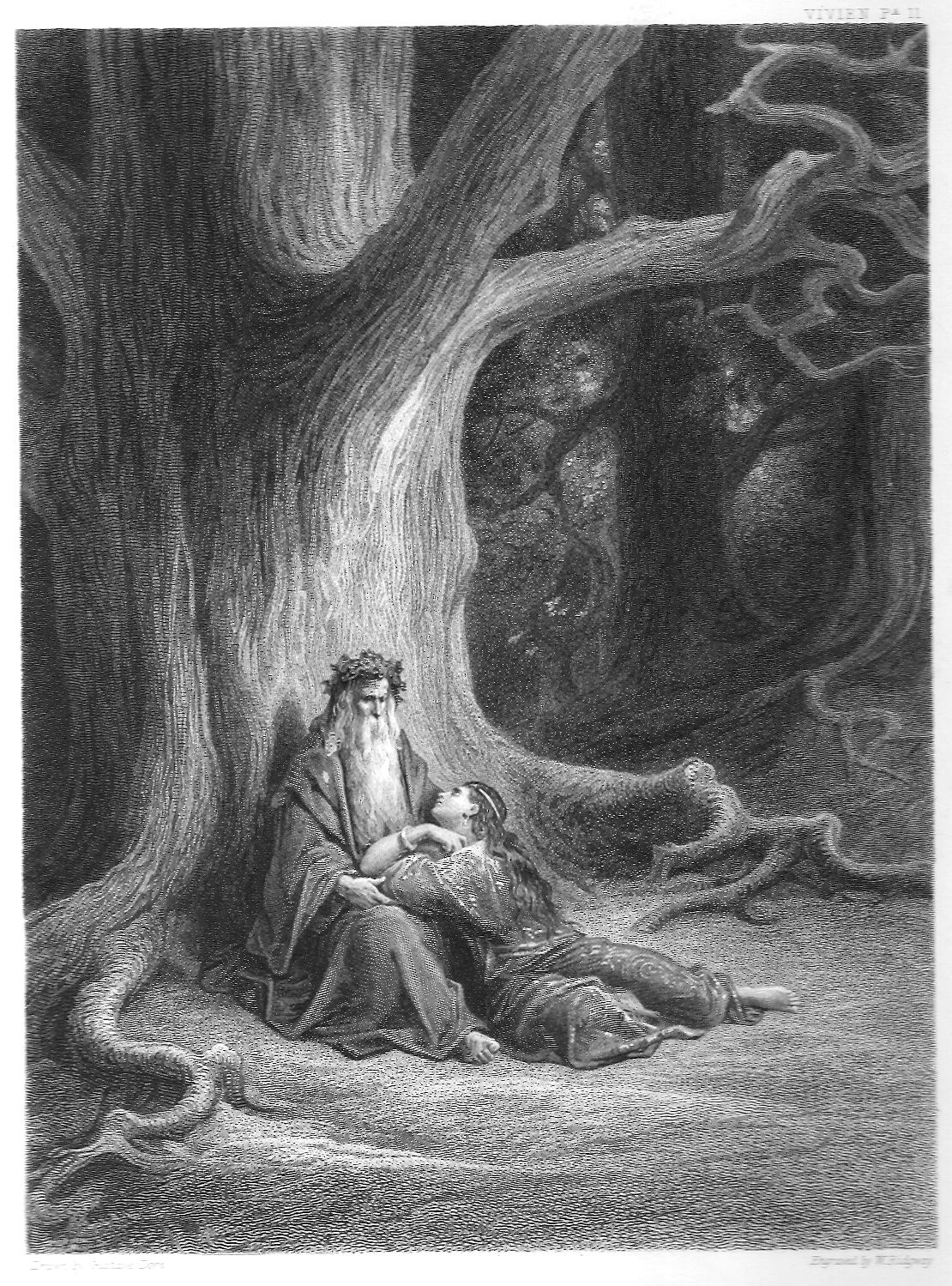
Vivien (PªII) - Desenho por Gustave Doré e gravação por W. Ridgway retirada da 1ª edição da Obra "Merlin e Vivien" datada de 1867 (From the Rita Carvalho de Sousa Private Collections - Lisbon)

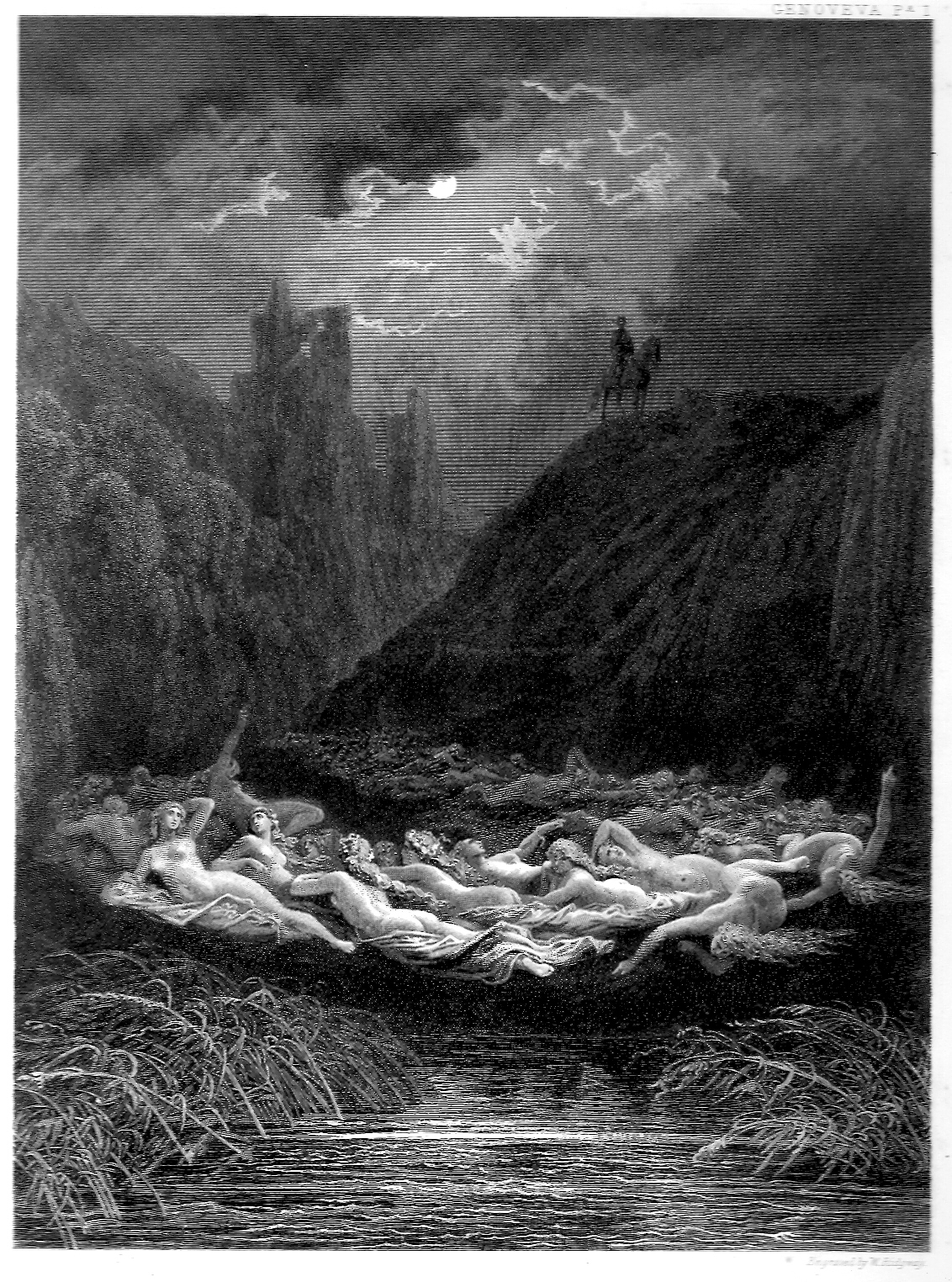
Genoveva (PªI) - Desenho por Gustave Doré e gravação por W. Ridgway. (From the Nuno Carvalho de Sousa Private Collections - Lisbon)

Em 1854 o editor Joseph Bry publica uma edição das obras de Rabelais, contendo uma centena de gravuras feitas por Doré.
Com aproximadamente 25 anos, em 1857, começou a trabalhar nas ilustrações de O Inferno, de Dante Alighieri. Em 1868, Doré terminou as ilustrações de O Purgatório e O Paraíso, publicando, mais tarde, uma segunda parte incluindo todas as ilustrações de A Divina Comédia.
Após algum tempo desenhando diretamente sobre a madeira e tendo seus trabalhos gravados por amigos, iniciou-se na pintura e na escultura, mas suas obras em tela e esculturas não fizeram tanto sucesso como suas ilustrações em tons acinzentados e altamente detalhadas.
Sua paixão eram mesmo as obras literárias. Ilustrou mais de cento e vinte obras, como os Contos jocosos, de Honoré de Balzac (1855); Dom Quixote de la Mancha, de Miguel de Cervantes (1863); O Paraíso Perdido, de Milton; Gargântua e Pantagruel, de Rabelais; O Corvo, de Edgar Allan Poe; a Bíblia; A Balada do Velho Marinheiro, de Samuel Taylor Coleridge; Contos de fadas de Charles Perrault, como Chapeuzinho Vermelho, O Gato de Botas, A Bela Adormecida e Cinderela, entre outras obras–primas. Ilustrou também alguns trabalhos do poeta inglês Lorde Byron, como As Trevas e Manfredo.
Em 1869, Doré foi contratado para ilustrar o livro Londres: Uma Peregrinação, muito criticado por, supostamente, retratar apenas a pobreza da cidade. Mas apesar de todas as críticas, o livro foi um sucesso de vendas na Inglaterra, valorizando ainda mais o seu trabalho na Europa. Apesar do lucro que recebeu com suas obras, nunca abriu mão de seu gosto pessoal pelo trabalho.
Encontram-se gravuras da sua autoria na revista Jornal do domingo (1881-1888).
Gustave Doré morreu aos 51 anos, pobre, pois todo o dinheiro que havia ganho com o seu trabalho foi utilizado para quitar diversas dívidas, deixando incompletas suas ilustrações para uma edição não divulgada de Shakespeare, entre outros trabalhos.

## Legado
Gustave Doré foi um marco na arte da ilustração, influenciando os ilustradores que o sucederam.
Na pintura encontram-se suas principais obras:  L'Enigme (hoje no Musée d'Orsay) e Le Christ quittant le prétoire (1867-72), um painel medindo 6 metros de altura por 9 de comprimento. Este quadro foi restaurado entre 1998-2003, pelo Museu de Arte Moderna e Contemporânea de Estrasburgo, num salão dedicado a este fim e que ficou aberto à visitação durante todo o trabalho.
Em 1931 Henri Leblanc publicou um catálogo que procedeu ao inventário completo das obras de Doré, contendo 9.850 ilustrações, 68 libretos musicais, 5 cartazes, 51 litografias originais, 54 sumi-e, 526 desenhos, 283 aquarelas, 133 pinturas e 45 esculturas.

## Principais obras ilustradas por Gustave Doré

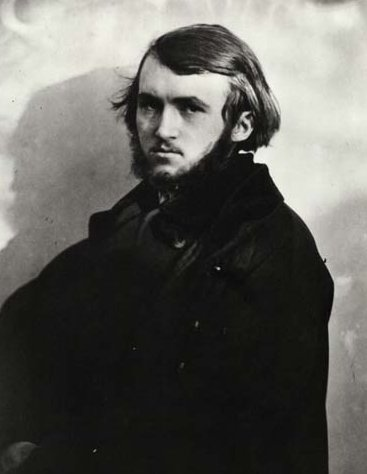
Fotografia de Gustave Doré

Gustave Doré ilustrou mais de cem obras-primas da literatura universal. Dentre estas, destacam-se:
- François Rabelais: Œuvres, éd. J. Bry, 1851, 104 ill.
- Condessa de Ségur: Nouveaux contes de fées, Hachette, 1857, 20 vign.
- Hippolyte Taine: Voyage aux Pyrénées, 1858
- Dante Alighieri: A Divina Comédia, 1861, 136 ill. et L'Enfer.
- Gottfried August Bürger : Münchhausen, Frune, 1862, 158 ill.
- Miguel de Cervantes : Don Quixote, 1863, 377 ill.
- Maxwell : Sindbad, o marinheiro, 1865
- Théophile Gautier: Le Capitaine Fracasse, 1866, 60 ill.
- Victor Hugo: Les travailleurs de la mer, 1867, 22 ill.
- Alfred Tennyson: Idílios do Rei, 1867, 36 ill. (Enide, 1867, 9 ill.; Viviane, 1868, 9 ill.; Elaine, 1867, 9 ill.; Guinevere, 1868, 9 ill.)
- Jean de La Fontaine: Fábulas, 1868, 248 ill.
- Bíblia: tradução de Bourassé e Janvier, apelidada de Bible de Tours, 1843
- Samuel Coleridge : The rime of the Ancient Mariner, 1876
- Lord Byron: l'œuvre, éd. J. Bry.
- Charles Perrault: contos (Barba-Azul, Cendrillon, Le Chat botté, Chapeuzinho Vermelho, O Pequeno Polegar, Riquet à la houppe).

## Ilustrações
Um pequeno exemplo da qualidade da obra de Doré:

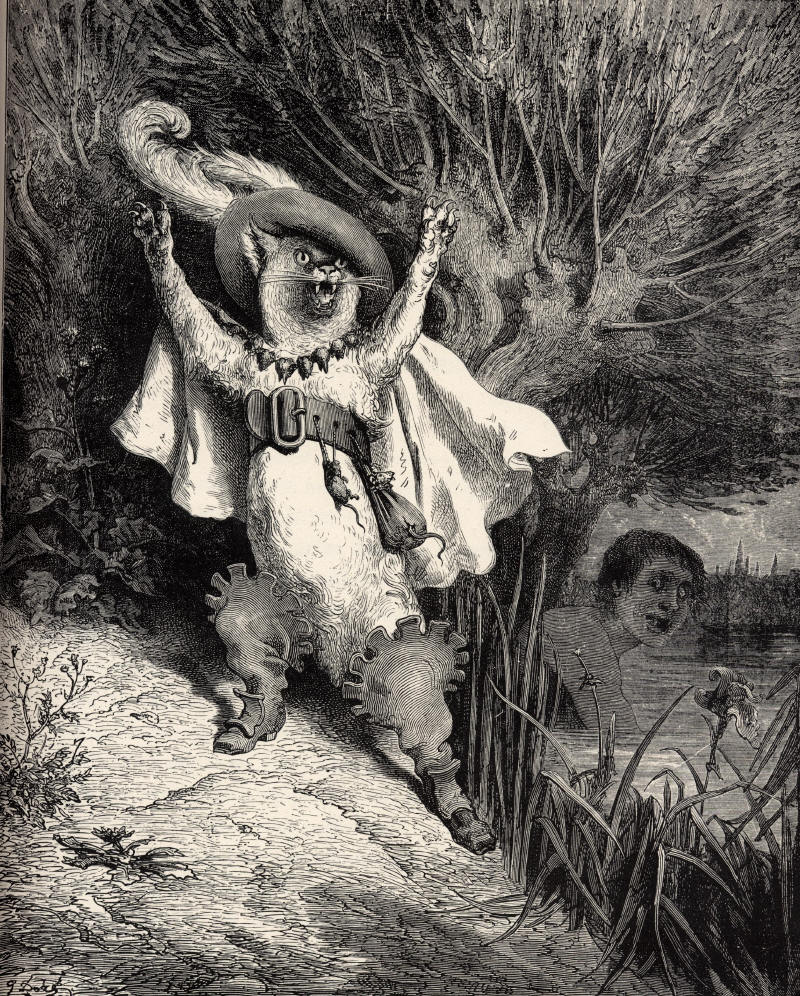
O Gato de Botas
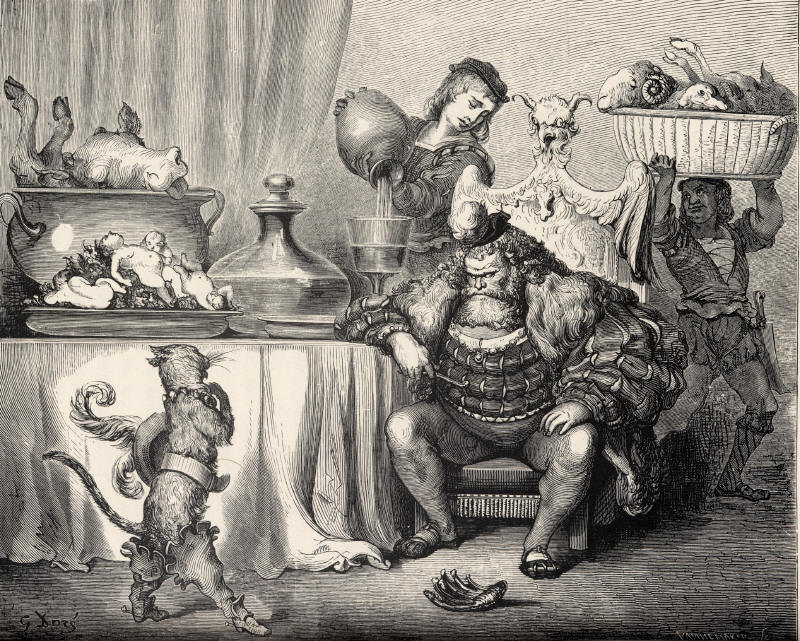
O Gato de Botas
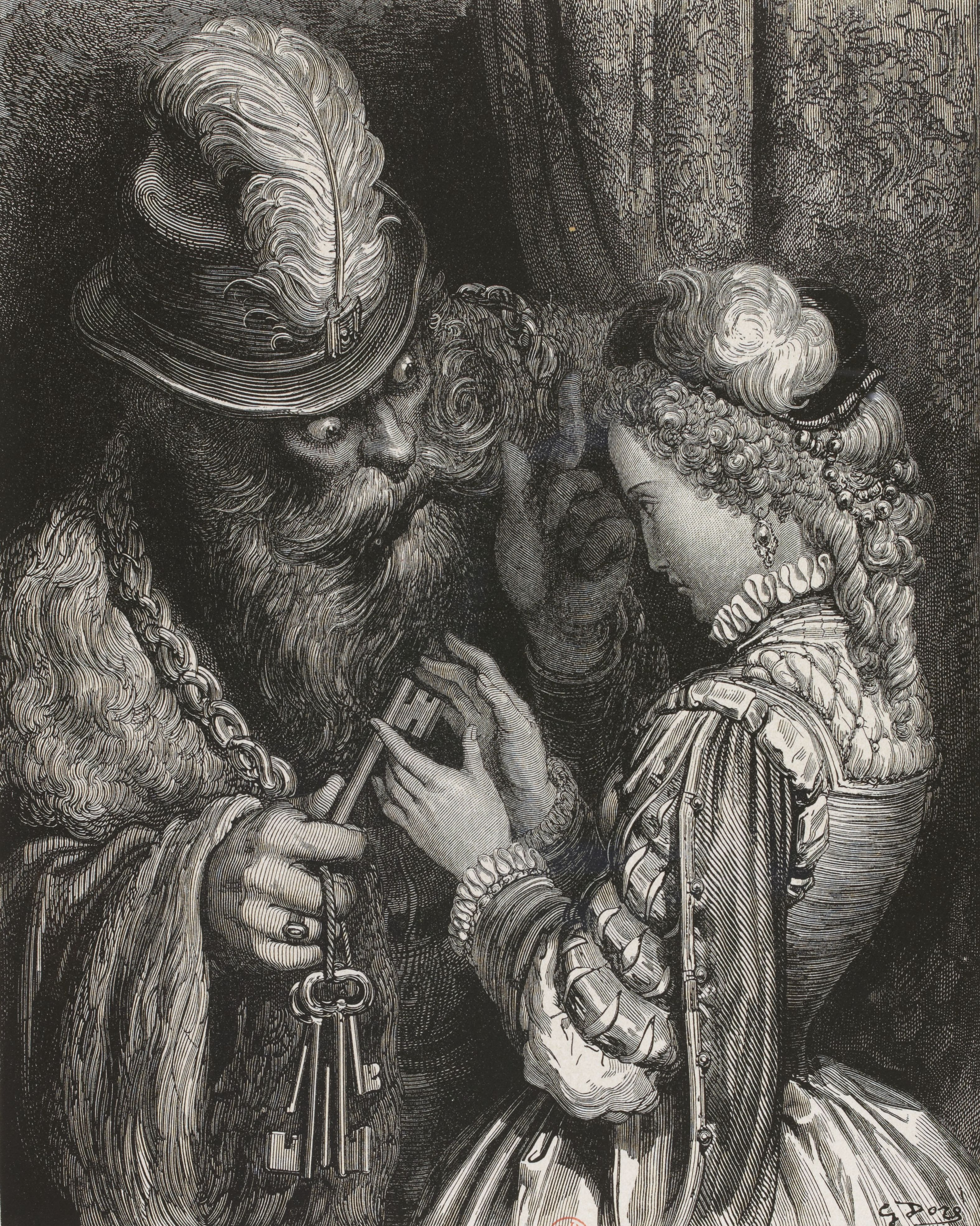
Barba Azul
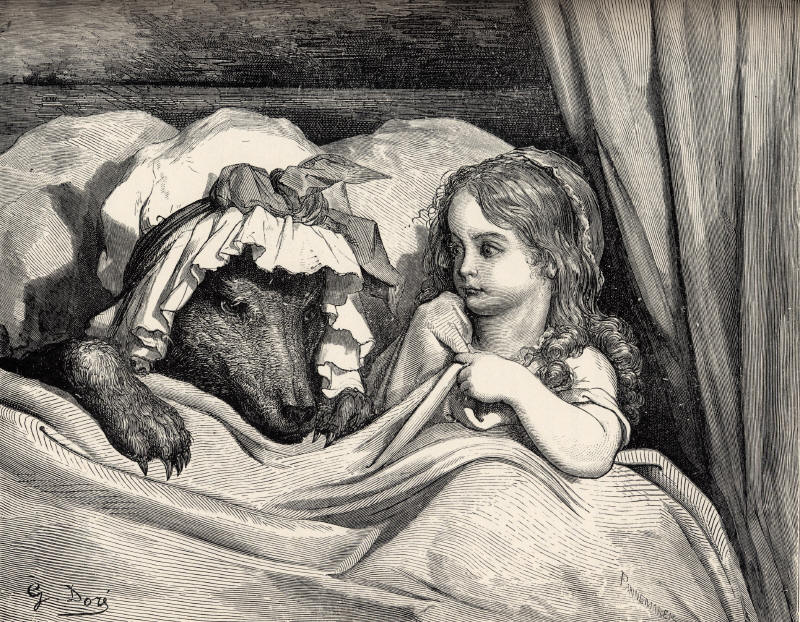
O Lobo e Chapeuzinho Vermelho
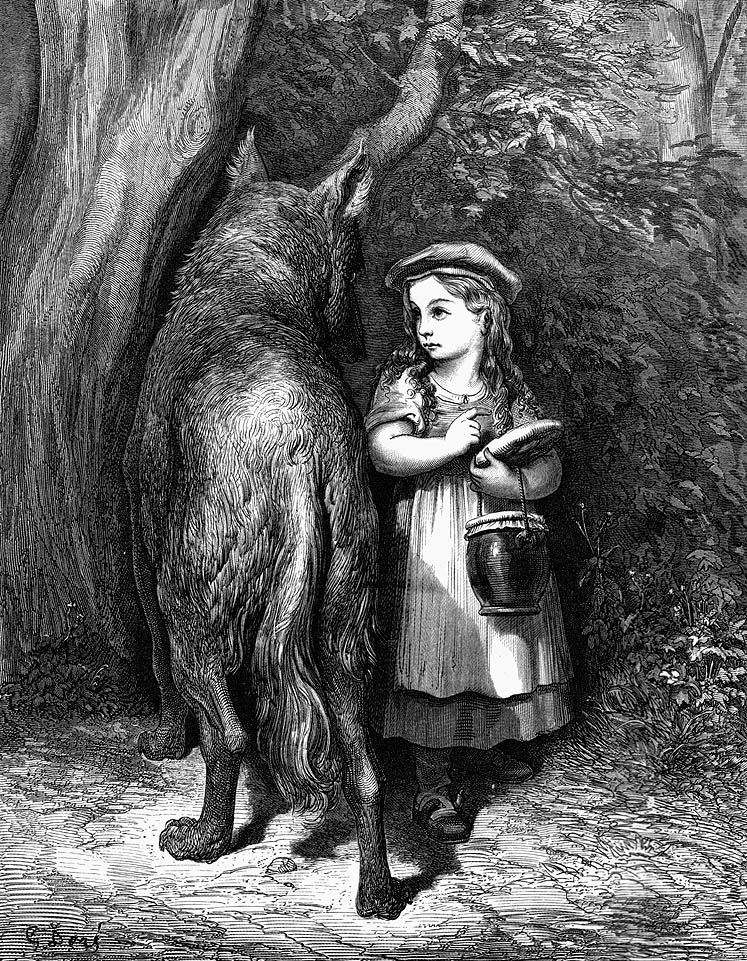
O Lobo e Chapeuzinho Vermelho
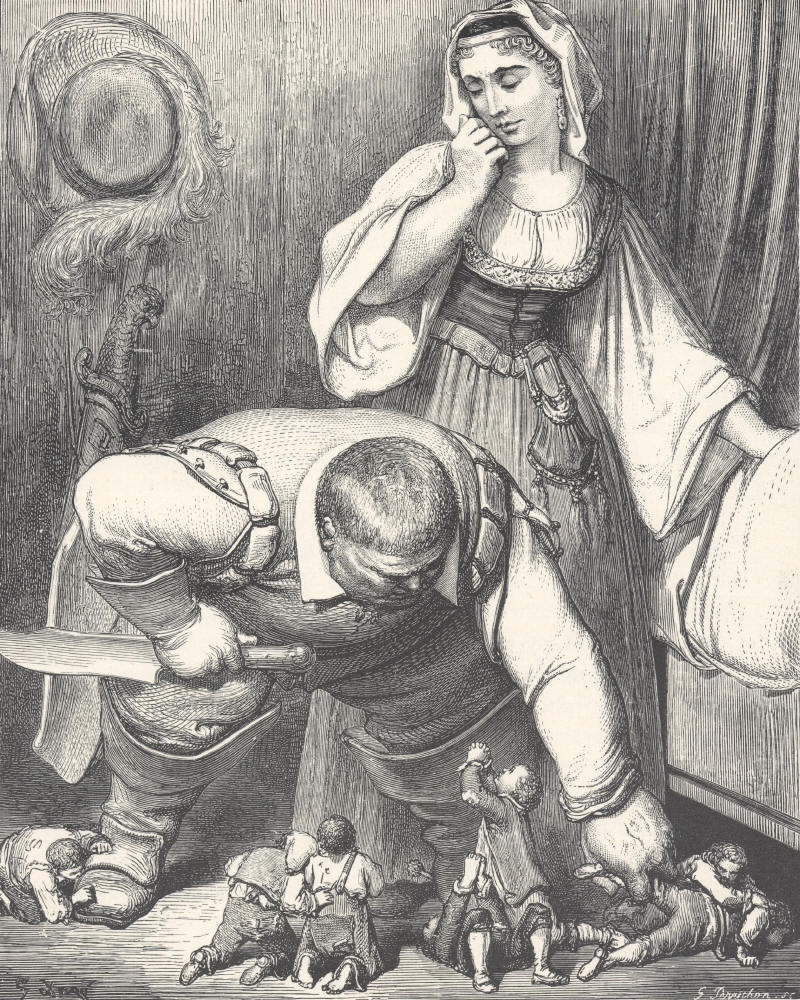
O Pequeno Polegar
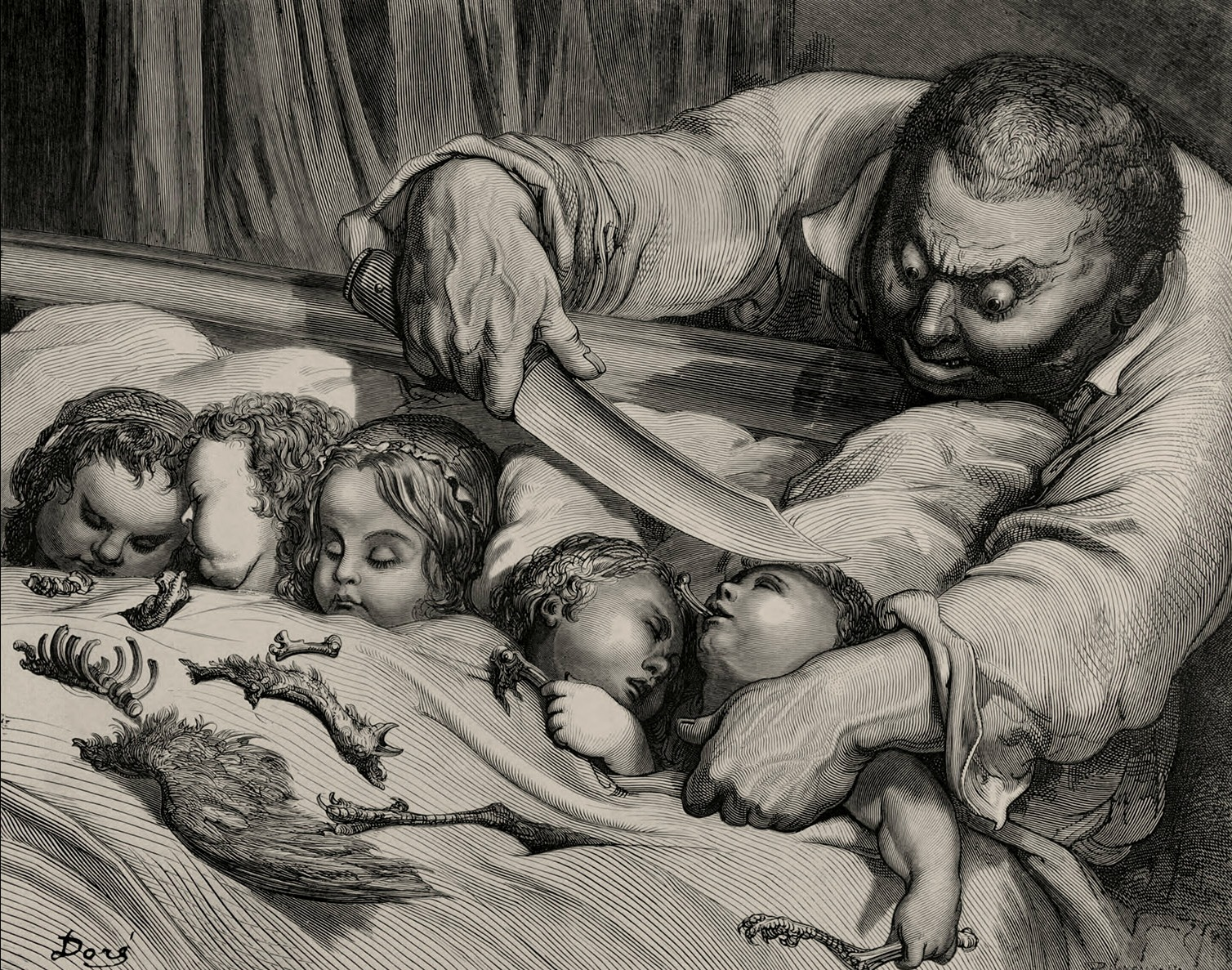
Ogro
Bota de Sete Léguas
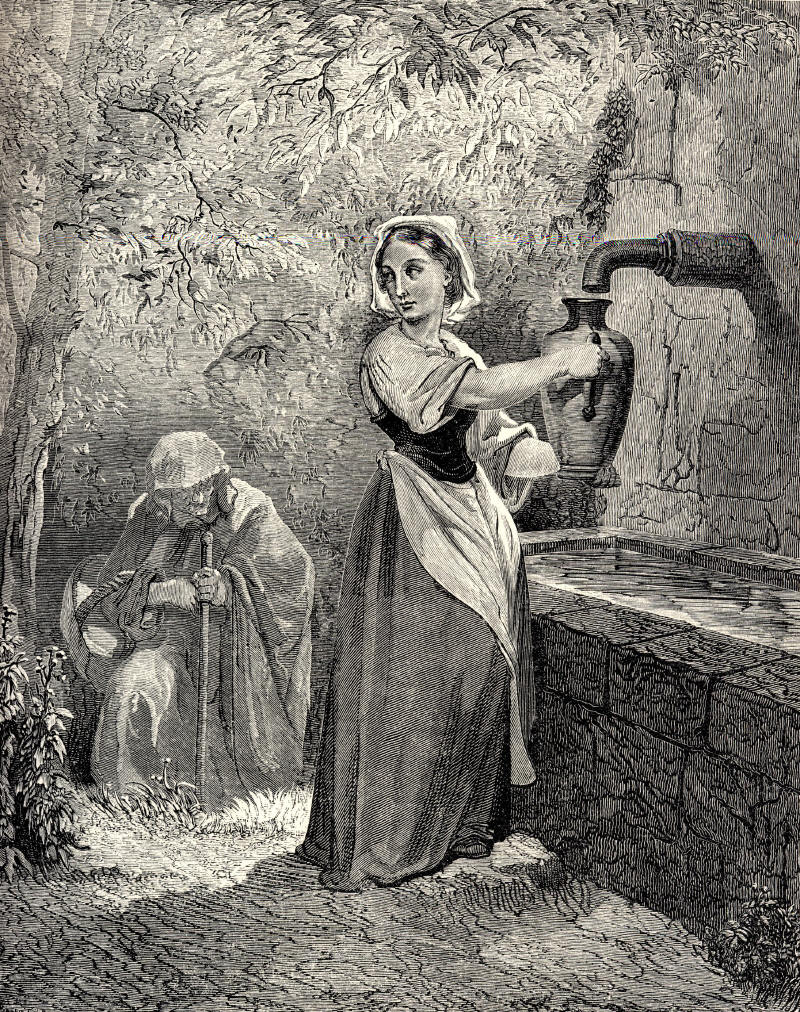
As Fadas, de Charles Perrault
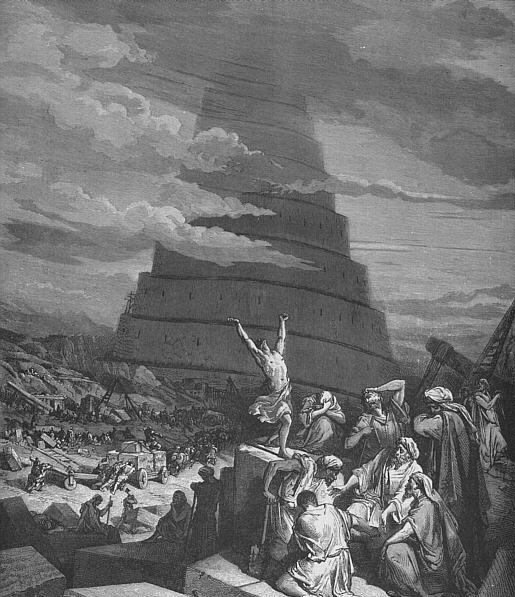
Torre de Babel
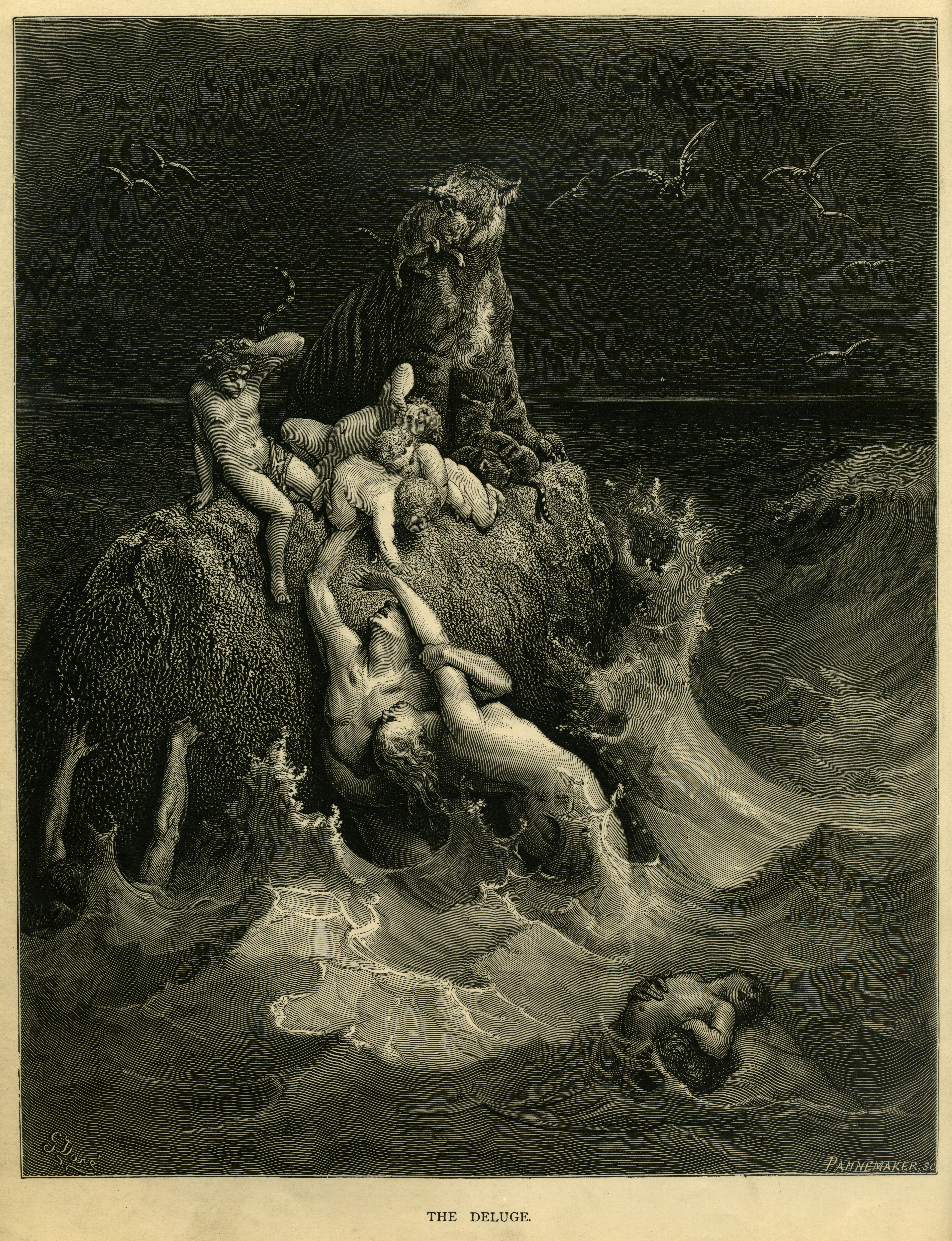
O Dilúvio
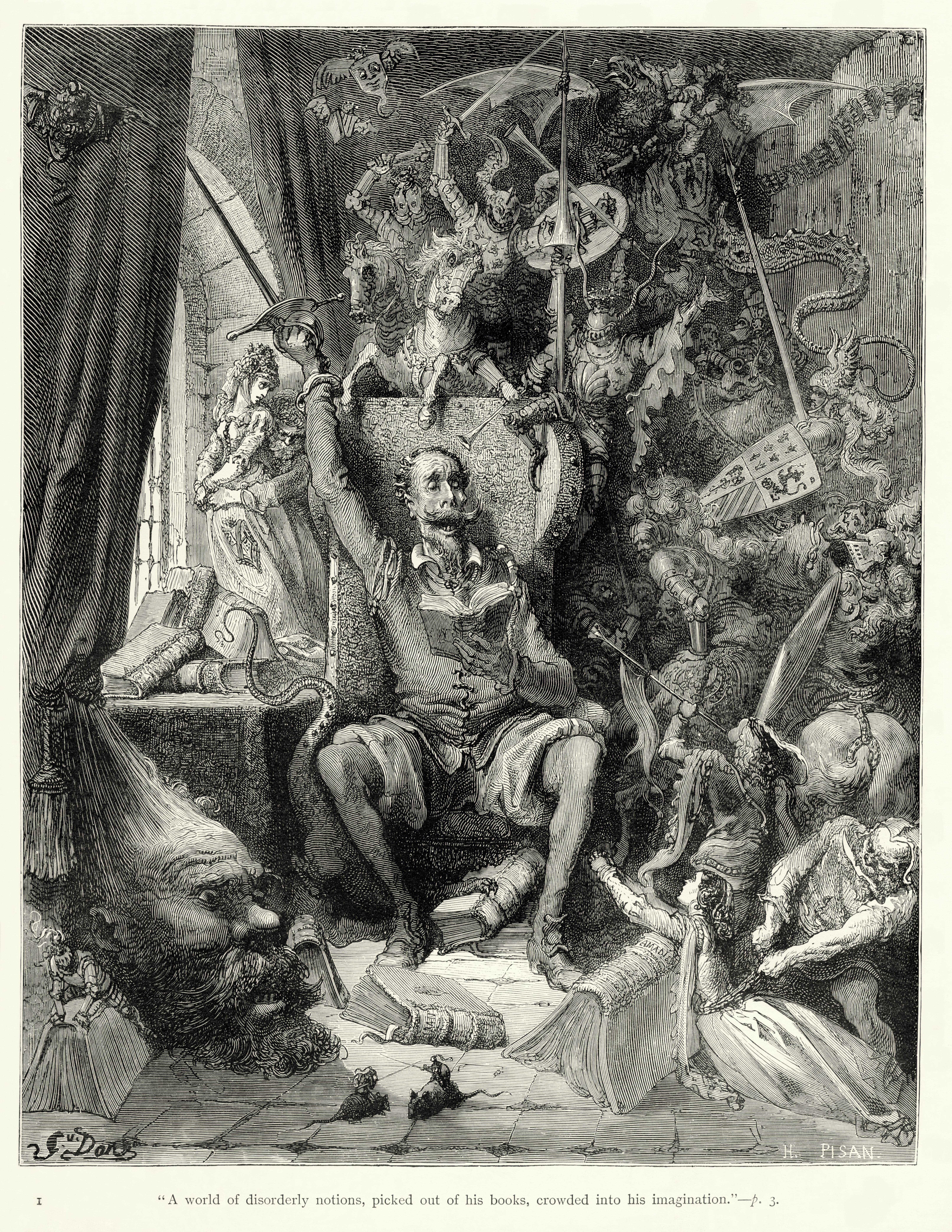
Don Quixote, de Cervantes
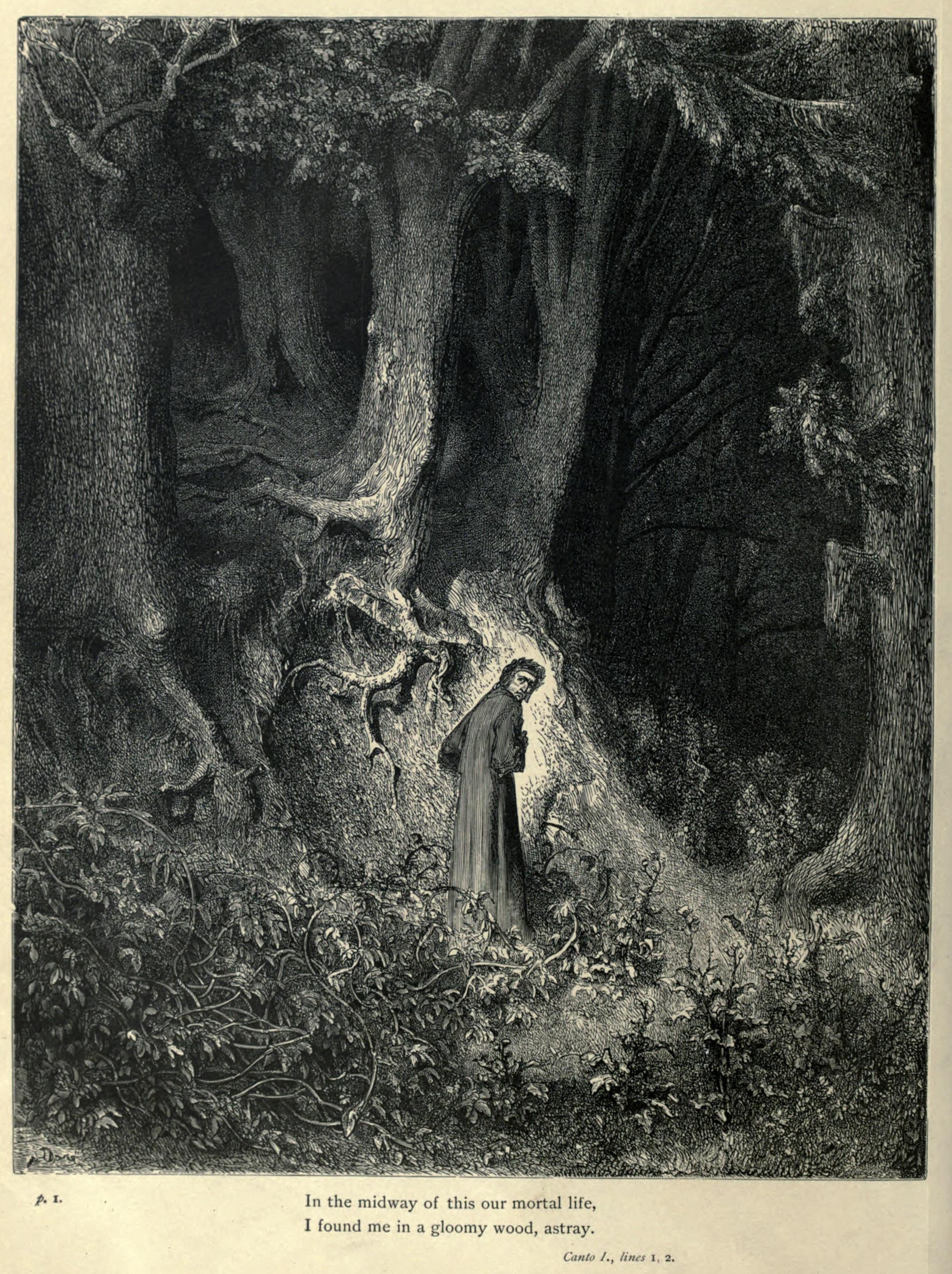
O Inferno, de Dante Canto 1
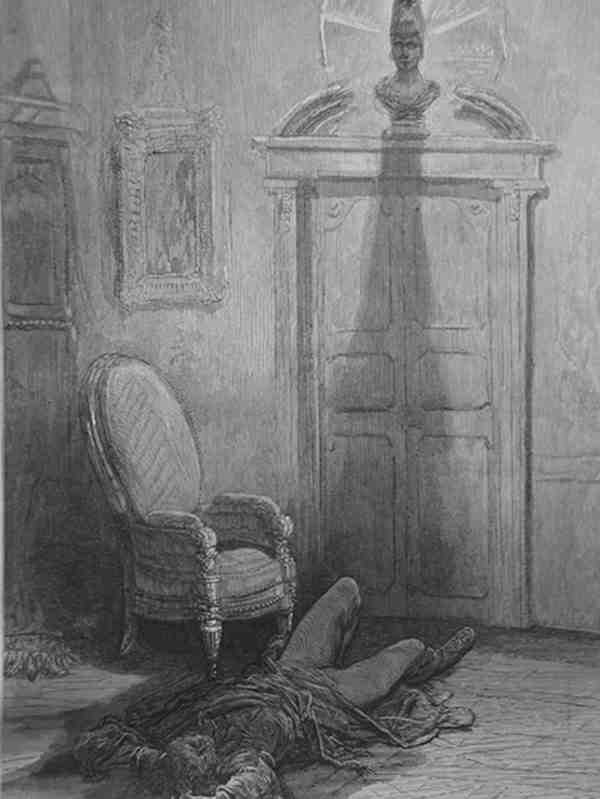
O Corvo, poema de Edgar Allan Poe
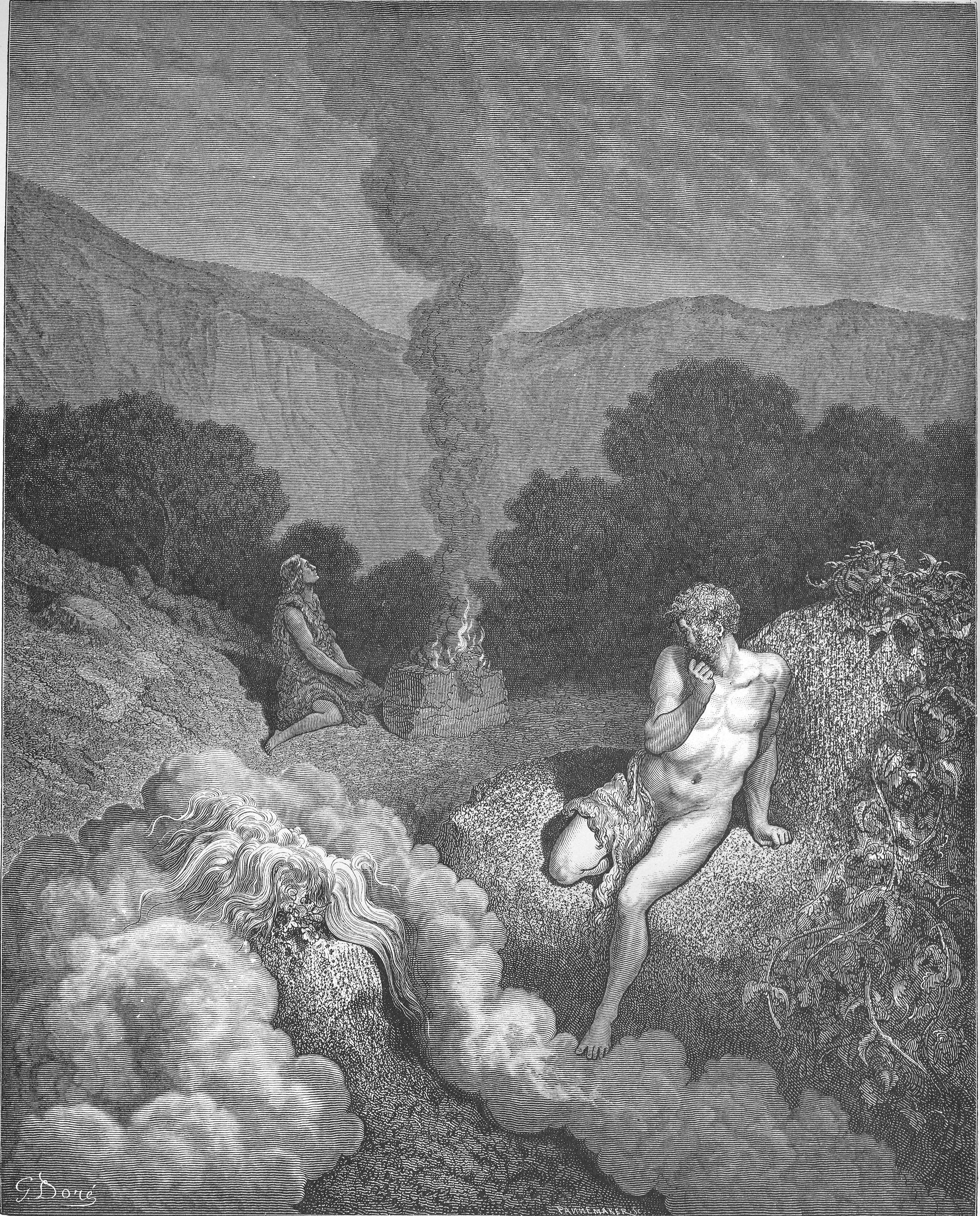
Abel e Caim
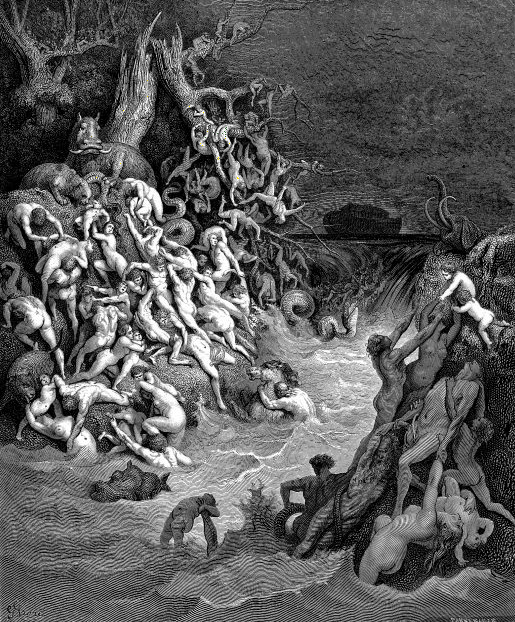
O Dilúvio
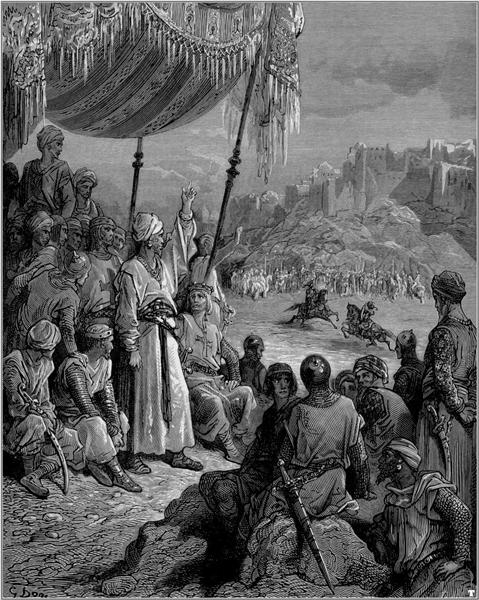
Um Torneio Amigável durante a Terceira Cruzada em 1189